# Oléane Mobilités
Oléane Mobilités est le nom du réseau de transport en commun des Sables d'Olonne, et comprend un réseau de bus, la location de vélos électriques et un service de Transport sur Réservation (TSR).
L'autorité organisatrice du réseau est Les Sables d'Olonne Agglomération. Desservant originellement les communes de l'ancienne communauté de communes des Olonnes (Le Château-d'Olonne, Olonne-sur-Mer et Les Sables-d'Olonne), ses lignes s’ouvrent au rétro-littoral à compter de juillet 2017 : L'Île-d'Olonne, Saint-Mathurin, Sainte-Foy et Vairé sont ajoutés à la desserte, à la création des Sables d'Olonne Agglomération. Oléane Mobilités est le nom commercial de la Compagnie de Transports des Olonnes (CTO), filiale du groupe Hervouet.

## Présentation
Le réseau Oléane Mobilités se compose de 22 lignes de bus : 8 lignes permanentes, 3 lignes P+R (Marinette), 9 lignes scolaires et 2 lignes estivales (S*). Il propose également la location de vélos électriques, un système de transport sur réservation (TSR) et une aide au covoiturage.
Oléane est partenaire du service d'information multimodal Destineo, service mis en place par la région Pays-de-la-Loire et cofinancé par l'Union européenne.
Le parc des véhicules est constitué de :
- 7 Heuliez GX 127 (ligne C,D,S)
- 2 Heuliez GX 137 GNV (dont 1 dédié à la ligne B)
- 2 Heuliez GX 327 (dont 1 dédié à la ligne A)
- 1 Iveco Bus Urbanway 12 GNV
- 4 Iveco Bus Urbanway 10 GNV (dédiés à la ligne B)
- 2 Caetano H2.City Gold (dédiés à la ligne A)
- 3 Ottokar Vectio 250 LE
- 4 Mercedes Sprinter 77
- 3 Mercedes Sprinter 65 (M1,E)
- 2 Bluebus 6 (100 % électrique sur la ligne M2)
- 2 Isuzu Novociti Volt (dédiés à la ligne M1)
- 1 Isuzu Citiport (dédié à la ligne A)
- 3 Isuzu Citibus
- 1 Isuzu Novociti Life
- 2 Midicar Isuzu Novo (dédiés aux lignes F,G,H)
- 6 Cristal de Lhor (dédiés à la ligne Tramouette)

Tous sont accessibles PMR.

## Histoire
En 1991, la Communauté de communes des Olonnes décide de se doter d'un réseau de bus. C'est la société vendéenne de transports Hervouet, à travers sa filiale Compagnie de Transport des Olonnes, qui est choisie. Le réseau prend le nom de TUSCO, pour "Transport Urbain des Sables, du Château et d’Olonne" Le réseau ne comporte alors que 6 lignes, numérotées de 1 à 6, et est exploité par 8 Heuliez GX77H. En mai 1992, une septième ligne est créée, et TUSCO acquiert un Mercedes O 305 Ü pour l'exploiter. Une ligne estivale, numérotée 8, sera lancée à l'été 1992 entre le Remblai et le Puits d'Enfer. Celle-ci est prolongée en 1993 pour desservir les campings du Château d'Olonne (actuelle ligne S2). Deux Iveco Daily rejoignent le parc en 1993, alors qu'un GX77H est revendu. En 1997, une seconde ligne estivale est mise en service (ligne 9), qui relie les campings d'Olonne à la plage de Sauveterre (actuelles lignes S3 et S3G).

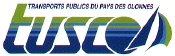
Logotype du réseau TUSCO

Le réseau connaît sa première restructuration en 1998 qui comprend notamment le raccourcissement des lignes 4 et 5, la suppression de la desserte des zones industrielles et la suppression de la ligne 9. En 1999, le réseau achète un GX317 et un GX117 en remplacement de deux GX77H de 1991. En 2002, le parc est complété par un GX117 neuf en remplacement du Mercedes O305Ü. En 2005, le réseau recevra deux GX117 neufs en remplacement des deux derniers GX77H de 1991. Ceux-ci circulent toujours sur le réseau.
En juillet 2006, le réseau est profondément restructuré. Les lignes 1 à 7 sont remplacées par des lignes diamétrales, nommées A à C, ainsi qu'une ligne radiale D. Les lignes à vocation scolaire sont différenciées et prennent les lettres E et G, et dans un premier temps la ligne estivale prend l'indice H. Le parc de midibus est revendu presque intégralement. Six minibus Véhixel Cityos et 4 cars FAST Starter reprennent le relais. Subsistent également deux Heuliez GX 117L. Cette année apparaît également un service de transport à la demande, nommé "Allo-to-bus", permettant la réservation d'un trajet par téléphone. Des navettes estivales sont lancées en 2009. Elles prennent pour noms "Safran" pour l'actuelle S1G, "Oxygène" pour la S2 et "Lagon" pour la S3. Pour compléter le parc, deux Véhixel de plus grande capacité sont acquis cette année-là. La fréquentation du réseau est alors de 300.000 voyages/an.
La troisième restructuration arrive en 2013, et elle est de taille ! Le réseau prend alors le nom d'Oléane, bien que toujours exploité par la CTO. Le réseau est entièrement remanié ; il comporte désormais 7 lignes permanentes (lignes 1 à 7), 2 scolaires (lignes 8 et 9) et toujours les trois navettes estivales. Le parc fait peau neuve, rejoint par 5 Heuliez GX127 et 5 Mercedes Sprinter City 77. Pour accueillir ces nouveaux venus, le dépôt déménage dans la zone d'activités Actilonne. Une nouvelle livrée habille les bus, et Oléane engage une importante campagne de publicité : des dossiers regroupant les fiches de chaque ligne, guide TàD, plans,... sont distribués à chaque foyer de la Communauté de Communes. Une agence commerciale ouvre également ses portes en plein centre-ville, où les utilisateurs peuvent venir acheter leurs abonnements, obtenir des renseignements ou réserver un transport via le service TàD, amélioré. En un an, la fréquentation a augmenté de 40%.
En 2016, les parcours des lignes 5, 7 et 9 sont améliorés et de nouveaux arrêts sont ajoutés.Une dixième ligne, à dominante scolaire, est créée, qui relie les différents établissements du centre au quartier Maison Neuve. 4 Sprinter City 64 rejoignent le parc pour diminuer les temps d'attente et remplacer deux Véhixel vieillissants. Tous les véhicules d'Oléane sont alors accessibles PMR. Les arrêts sont eux aussi rajeunis, de nombreux abribus sont ajoutés ainsi que des bancs "assis-debout". Les arrêts sont aussi rehaussés pour faciliter l'accès aux PMR.

En janvier 2017, la Communauté de communes des Olonnes devient Les Sables d'Olonne Agglomération, avec quatre nouvelles communes en son sein (L'Île-d'Olonne, Saint Mathurin, Vairé, Sainte Foy). Oléane doit alors étendre son offre à ces communes rétro-littorales et créé alors, le 10 juillet, les lignes 21, 22 et 23 qui les desservent. Trois Sprinter City sont achetés pour les exploiter, à raison de deux à trois aller-retour par jour.
En 2018, l'objectif donné en 2013 de transporter 600 000 voyageurs est atteint. Le réseau se prépare donc à un nouveau renouvellement, suivant les demandes des usagers. Le réseau passe également au numérique avec une nouvelle billettique permettant le rechargement de ses abonnements et le suivi en temps réel des horaires en ligne.
C'est donc le 8 juillet 2019 que le réseau opère une profonde transformation. Oléane devient Oléane Mobilités, et propose désormais un réseau de bus (bien sûr), la location de vélos électriques et un nouveau fonctionnement du service de réservation, renommé Transport sur Réservation (TSR). Le réseau de bus est intégralement revu : les lignes principales passent au nombre de 5, et prennent les lettres A à E. Elles reprennent les tracés des lignes précédentes, adaptés aux demandes des usagers. Les lignes circulant hors saison prennent les numéros 7 à 15, et les lignes estivales sont revues. Elles prennent désormais les lettres S (comme Saison, Sables, Soleil…) suivi d'un chiffre et de la lettre G si elles sont gratuites. Elles sont désormais au nombre de 5. Grande innovation, la ligne gratuite S1G, qui dessert l'hypercentre des Sables et les parcs relais de la Sablière et du Vendée Globe, est exploitée exclusivement à l'aide de deux minibus électriques (Bluebus 6m) acquis à cet effet. Durant l'été, pour la première fois, la ligne S1G fonctionnera jusqu'à minuit passé et des bus seront à la disposition des noctambules à 21h30 et 23h à l'arrêt Hôtel de Ville, pour les ramener à l'arrêt de leur choix. Ce dispositif a pour slogan « Cet été, c'est Olé ! Oléane, capitaine de vos soirées ». Les bus reçoivent également une nouvelle livrée, de même que la façade de l'agence commerciale. Le tarif du ticket valable une heure est maintenu à 1€50, de nouvelles cartes voient le jour (Tribu, Journée). Le réseau fait également son apparition dans l'application mobile TixiPass, qui permet d'acheter son ticket/forfait en ligne.

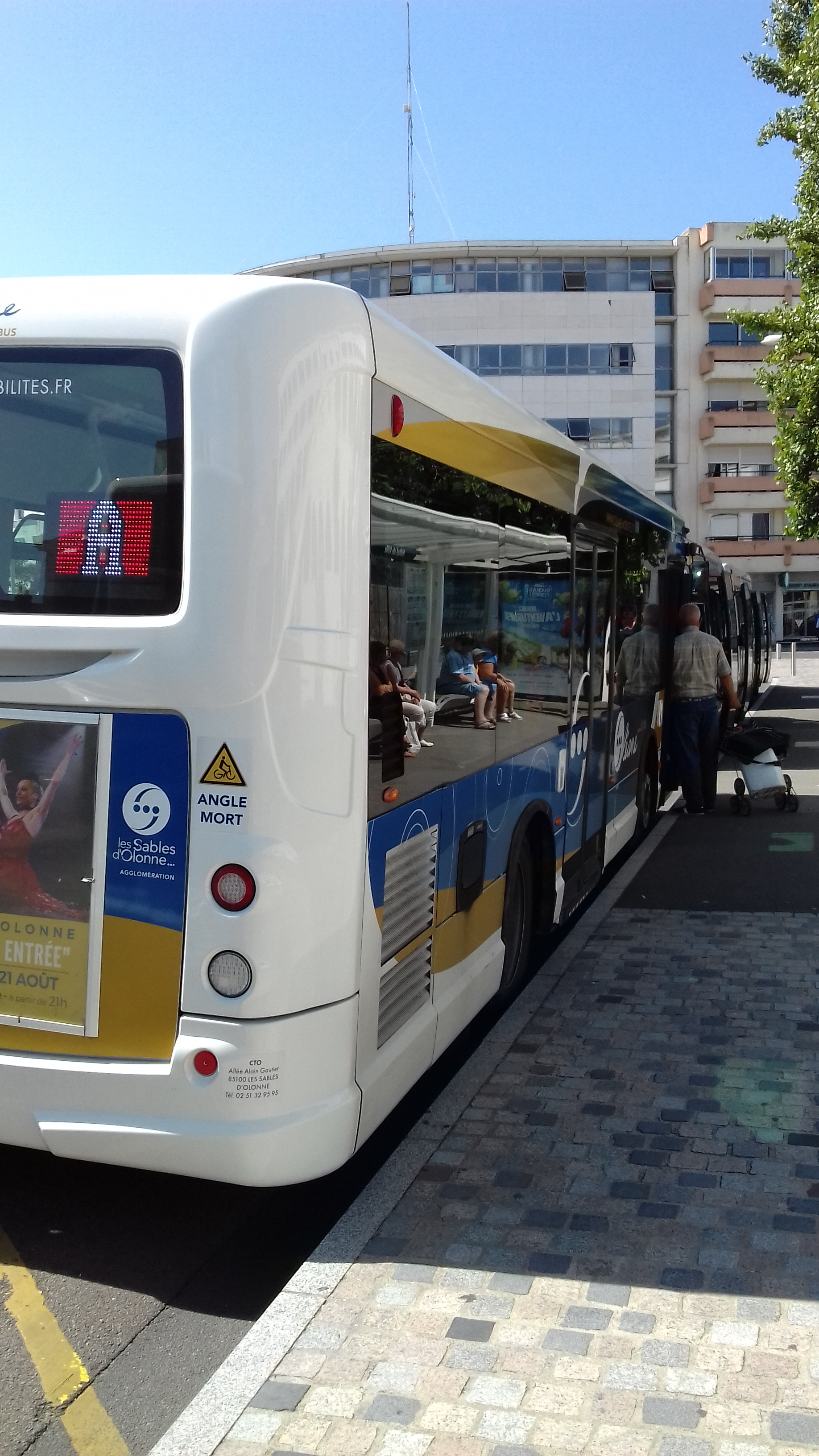
Bus Oléane Mobilités à l'arrêt Hôtel de Ville le 31 juillet 2019

## Lignes de bus

### Lignes principales
Ces lignes couvrent les grands axes de la ville, et correspondent à l'Hôtel de Ville. Durant l'été, des bus attendent les noctambules à l'arrêt Hôtel de Ville pour les conduire à l'arrêt de leur choix, à 21h30 et 23h.
| Ligne | Caractéristiques | Caractéristiques                       | Caractéristiques                       | Caractéristiques                       | Caractéristiques                                | Caractéristiques                           | Caractéristiques                         | Caractéristiques                       | Caractéristiques                       |
| A     | Hôtel de Ville ⥋ Ile d'Olonne - Mairie | Hôtel de Ville ⥋ Ile d'Olonne - Mairie | Hôtel de Ville ⥋ Ile d'Olonne - Mairie | Hôtel de Ville ⥋ Ile d'Olonne - Mairie | Hôtel de Ville ⥋ Ile d'Olonne - Mairie          | Hôtel de Ville ⥋ Ile d'Olonne - Mairie     | Hôtel de Ville ⥋ Ile d'Olonne - Mairie   | Hôtel de Ville ⥋ Ile d'Olonne - Mairie | Hôtel de Ville ⥋ Ile d'Olonne - Mairie |
| ----- | --- | -------------------------------------- | -------------------------------------- | -------------------------------------- | ----------------------------------------------- | ------------------------------------------ | ---------------------------------------- | -------------------------------------- | -------------------------------------- |
| A     | Ouverture / Fermeture 08/07/2019 / — | Longueur 10,1 km                       | Durée 27 min                           | Nb. d’arrêts 20                        | Matériel GX 127 / H2.City Gold                  | Jours de fonctionnement L, Ma, Me, J, V, S | Jour / Soir / Nuit / Fêtes O / N / N / N | Voy. / an —                            | Exploitant CTO                         |
| A     | Desserte : - Principaux lieux desservis : Centre-Ville, Gare SNCF, lycée Savary de Mauléon, Ylium, Havre d'Olonne, gare SNCF Olonne, l'Île d'Olonne                    |                                        |                                        |                                        |                                                 |                                            |                                          |                                        |                                        |
| A     | Autre : - Amplitudes horaires : La ligne fonctionne du lundi au samedi de 6 h 57 à 19 h 49. - Date de dernière mise à jour : 22 décembre 2023.                         |                                        |                                        |                                        |                                                 |                                            |                                          |                                        |                                        |
| A     | Dernière actualisation : — |                                        |                                        |                                        |                                                 |                                            |                                          |                                        |                                        |
| B     | Aubraie - Les Salines ⥋ Pôle Santé | Aubraie - Les Salines ⥋ Pôle Santé     | Aubraie - Les Salines ⥋ Pôle Santé     | Aubraie - Les Salines ⥋ Pôle Santé     | Aubraie - Les Salines ⥋ Pôle Santé              | Aubraie - Les Salines ⥋ Pôle Santé         | Aubraie - Les Salines ⥋ Pôle Santé       | Aubraie - Les Salines ⥋ Pôle Santé     | Aubraie - Les Salines ⥋ Pôle Santé     |
| B     | Ouverture / Fermeture 08/07/2019 / — | Longueur 12,9 km                       | Durée 44 min                           | Nb. d’arrêts 32                        | Matériel GX 127 / Urbanway 10                   | Jours de fonctionnement L, Ma, Me, J, V, S | Jour / Soir / Nuit / Fêtes O / N / N / N | Voy. / an —                            | Exploitant CTO                         |
| B     | Desserte : - Principaux lieux desservis : La Chaume, Hôtel de Ville, Gare SNCF, Pôle Santé                                                                             |                                        |                                        |                                        |                                                 |                                            |                                          |                                        |                                        |
| B     | Autre : - Amplitudes horaires : La ligne fonctionne du lundi au samedi de 7 h 0 à 19 h 44. - Date de dernière mise à jour : 22 décembre 2023.                          |                                        |                                        |                                        |                                                 |                                            |                                          |                                        |                                        |
| B     | Dernière actualisation : — |                                        |                                        |                                        |                                                 |                                            |                                          |                                        |                                        |
| C     | Pôle Santé ⥋ Hôtel de Ville | Pôle Santé ⥋ Hôtel de Ville            | Pôle Santé ⥋ Hôtel de Ville            | Pôle Santé ⥋ Hôtel de Ville            | Pôle Santé ⥋ Hôtel de Ville                     | Pôle Santé ⥋ Hôtel de Ville                | Pôle Santé ⥋ Hôtel de Ville              | Pôle Santé ⥋ Hôtel de Ville            | Pôle Santé ⥋ Hôtel de Ville            |
| C     | Ouverture / Fermeture 08/07/2019 / — | Longueur 13,8 km                       | Durée 48 min                           | Nb. d’arrêts 34                        | Matériel Sprinter City, GX 127                  | Jours de fonctionnement L, Ma, Me, J, V, S | Jour / Soir / Nuit / Fêtes O / N / N / N | Voy. / an —                            | Exploitant CTO                         |
| C     | Desserte : - Principaux lieux desservis : Pôle Santé, Le Château d'Olonne, la Pironnière, la Rudelière, les Présidents, Hôtel de Ville                                 |                                        |                                        |                                        |                                                 |                                            |                                          |                                        |                                        |
| C     | Autre : - Amplitudes horaires : La ligne fonctionne du lundi au samedi de 7 h 1 à 20 h 10. - Date de dernière mise à jour : 22 décembre 2023.                          |                                        |                                        |                                        |                                                 |                                            |                                          |                                        |                                        |
| C     | Dernière actualisation : — |                                        |                                        |                                        |                                                 |                                            |                                          |                                        |                                        |
| D     | Les Océanes ⥋ Hôtel de Ville | Les Océanes ⥋ Hôtel de Ville           | Les Océanes ⥋ Hôtel de Ville           | Les Océanes ⥋ Hôtel de Ville           | Les Océanes ⥋ Hôtel de Ville                    | Les Océanes ⥋ Hôtel de Ville               | Les Océanes ⥋ Hôtel de Ville             | Les Océanes ⥋ Hôtel de Ville           | Les Océanes ⥋ Hôtel de Ville           |
| D     | Ouverture / Fermeture 08/07/2019 / — | Longueur 11,5 km                       | Durée 20 à 30 min                      | Nb. d’arrêts 26                        | Matériel GX 117 L / Sprinter City 65            | Jours de fonctionnement L, Ma, Me, J, V, S | Jour / Soir / Nuit / Fêtes O / N / N / N | Voy. / an —                            | Exploitant CTO                         |
| D     | Desserte : - Principaux lieux desservis : CC Les Océanes, les Plesses, CC La Boussole, gare SNCF, Hôtel de Ville                                                       |                                        |                                        |                                        |                                                 |                                            |                                          |                                        |                                        |
| D     | Autre : - Amplitudes horaires : La ligne fonctionne du lundi au samedi de 6 h 52 à 19 h 49. - Date de dernière mise à jour : 22 décembre 2023.                         |                                        |                                        |                                        |                                                 |                                            |                                          |                                        |                                        |
| D     | Dernière actualisation : — |                                        |                                        |                                        |                                                 |                                            |                                          |                                        |                                        |
| E     | Arletty ⥋ Hôtel de Ville | Arletty ⥋ Hôtel de Ville               | Arletty ⥋ Hôtel de Ville               | Arletty ⥋ Hôtel de Ville               | Arletty ⥋ Hôtel de Ville                        | Arletty ⥋ Hôtel de Ville                   | Arletty ⥋ Hôtel de Ville                 | Arletty ⥋ Hôtel de Ville               | Arletty ⥋ Hôtel de Ville               |
| E     | Ouverture / Fermeture 08/07/2019 / — | Longueur 10,4 km                       | Durée 22 min                           | Nb. d’arrêts 23                        | Matériel Bluebus 22 / Mercedes Sprinter City 65 | Jours de fonctionnement L, Ma, Me, J, V, S | Jour / Soir / Nuit / Fêtes O / N / N / N | Voy. / an —                            | Exploitant CTO                         |
| E     | Desserte : - Villes et quelques lieux desservis : Le Château d'Olonne, Les Roses, Conservatoire de Musique, Gare SNCF, Palais des Congrès Les Atlantes, Hôtel de Ville |                                        |                                        |                                        |                                                 |                                            |                                          |                                        |                                        |
| E     | Autre : - Amplitudes horaires : La ligne fonctionne du lundi au samedi de 7 h 10 à 19 h 46. - Date de dernière mise à jour : 22 décembre 2023.                         |                                        |                                        |                                        |                                                 |                                            |                                          |                                        |                                        |
| E     | Dernière actualisation : — |                                        |                                        |                                        |                                                 |                                            |                                          |                                        |                                        |

### Lignes de maillage
Ces lignes complètent les lignes principales de septembre à juin. Elles sont destinées aux scolaires et ne fonctionnent que le matin (7h-9h), le soir (16h-18h30) et le mercredi midi.
| Ligne | Caractéristiques | Caractéristiques                        | Caractéristiques                        | Caractéristiques                        | Caractéristiques                        | Caractéristiques                        | Caractéristiques                         | Caractéristiques                        | Caractéristiques                        |
| 6     | Domaine Grands Rochers ⥋ Hôtel de Ville | Domaine Grands Rochers ⥋ Hôtel de Ville | Domaine Grands Rochers ⥋ Hôtel de Ville | Domaine Grands Rochers ⥋ Hôtel de Ville | Domaine Grands Rochers ⥋ Hôtel de Ville | Domaine Grands Rochers ⥋ Hôtel de Ville | Domaine Grands Rochers ⥋ Hôtel de Ville  | Domaine Grands Rochers ⥋ Hôtel de Ville | Domaine Grands Rochers ⥋ Hôtel de Ville |
| ----- | --- | --------------------------------------- | --------------------------------------- | --------------------------------------- | --------------------------------------- | --------------------------------------- | ---------------------------------------- | --------------------------------------- | --------------------------------------- |
| 6     | Ouverture / Fermeture — / — | Longueur 10 km                          | Durée 25 min                            | Nb. d’arrêts 17                         | Matériel —                              | Jours de fonctionnement L, Ma, Me, J, V | Jour / Soir / Nuit / Fêtes O / N / N / N | Voy. / an —                             | Exploitant CTO                          |
| 6     | Desserte : - Villes et quelques lieux desservis : |                                         |                                         |                                         |                                         |                                         |                                          |                                         |                                         |
| 6     | Autre : - Date de dernière mise à jour : 22 décembre 2023. |                                         |                                         |                                         |                                         |                                         |                                          |                                         |                                         |
| 6     | Dernière actualisation : — |                                         |                                         |                                         |                                         |                                         |                                          |                                         |                                         |
| 7     | Pierre Levée ⥋ Tanchet | Pierre Levée ⥋ Tanchet                  | Pierre Levée ⥋ Tanchet                  | Pierre Levée ⥋ Tanchet                  | Pierre Levée ⥋ Tanchet                  | Pierre Levée ⥋ Tanchet                  | Pierre Levée ⥋ Tanchet                   | Pierre Levée ⥋ Tanchet                  | Pierre Levée ⥋ Tanchet                  |
| 7     | Ouverture / Fermeture — / — | Longueur 13,5 km                        | Durée 43 min                            | Nb. d’arrêts 28                         | Matériel —                              | Jours de fonctionnement L, Ma, Me, J, V | Jour / Soir / Nuit / Fêtes O / N / N / N | Voy. / an —                             | Exploitant CTO                          |
| 7     | Desserte : - Villes et quelques lieux desservis : Les Sables-d'Olonne, Olonne-sur-Mer, Château-d'Olonne (complexe sportif du centre-ville d'Olonne-sur-Mer (stade Marcel-Guilbaud et parc des sports Léo-Lagrange), lac de Tanchet, stade Pierre-Escalier, lycée Éric-Tabarly et pôle santé des Olonnes) |                                         |                                         |                                         |                                         |                                         |                                          |                                         |                                         |
| 7     | Autre : - Date de dernière mise à jour : 22 décembre 2023. |                                         |                                         |                                         |                                         |                                         |                                          |                                         |                                         |
| 7     | Dernière actualisation : — |                                         |                                         |                                         |                                         |                                         |                                          |                                         |                                         |
| 8     | Domaine Grands Rochers ⥋ Hôtel de Ville | Domaine Grands Rochers ⥋ Hôtel de Ville | Domaine Grands Rochers ⥋ Hôtel de Ville | Domaine Grands Rochers ⥋ Hôtel de Ville | Domaine Grands Rochers ⥋ Hôtel de Ville | Domaine Grands Rochers ⥋ Hôtel de Ville | Domaine Grands Rochers ⥋ Hôtel de Ville  | Domaine Grands Rochers ⥋ Hôtel de Ville | Domaine Grands Rochers ⥋ Hôtel de Ville |
| 8     | Ouverture / Fermeture — / — | Longueur 12 km                          | Durée 29 à 35 min                       | Nb. d’arrêts 24                         | Matériel —                              | Jours de fonctionnement L, Ma, Me, J, V | Jour / Soir / Nuit / Fêtes O / N / N / N | Voy. / an —                             | Exploitant CTO                          |
| 8     | Desserte : - Villes et quelques lieux desservis : |                                         |                                         |                                         |                                         |                                         |                                          |                                         |                                         |
| 8     | Autre : - Date de dernière mise à jour : 22 décembre 2023. |                                         |                                         |                                         |                                         |                                         |                                          |                                         |                                         |
| 8     | Dernière actualisation : — |                                         |                                         |                                         |                                         |                                         |                                          |                                         |                                         |
| 9     | Saponaires ⥋ Hôtel de ville | Saponaires ⥋ Hôtel de ville             | Saponaires ⥋ Hôtel de ville             | Saponaires ⥋ Hôtel de ville             | Saponaires ⥋ Hôtel de ville             | Saponaires ⥋ Hôtel de ville             | Saponaires ⥋ Hôtel de ville              | Saponaires ⥋ Hôtel de ville             | Saponaires ⥋ Hôtel de ville             |
| 9     | Ouverture / Fermeture — / — | Longueur 8,9 km                         | Durée 34 min                            | Nb. d’arrêts 22                         | Matériel —                              | Jours de fonctionnement L, Ma, Me, J, V | Jour / Soir / Nuit / Fêtes O / N / N / N | Voy. / an —                             | Exploitant CTO                          |
| 9     | Desserte : - Ville et lieux desservis : Les Sables-d'Olonne (en particulier collège Notre-Dame-de-Bourgenay, lycée Savary de Mauléon), Olonne-sur-Mer, Château-d'Olonne |                                         |                                         |                                         |                                         |                                         |                                          |                                         |                                         |
| 9     | Autre : - Date de dernière mise à jour : 22 décembre 2023. |                                         |                                         |                                         |                                         |                                         |                                          |                                         |                                         |
| 9     | Dernière actualisation : — |                                         |                                         |                                         |                                         |                                         |                                          |                                         |                                         |
| 10    | Hôtel de ville ⥋ Ylium | Hôtel de ville ⥋ Ylium                  | Hôtel de ville ⥋ Ylium                  | Hôtel de ville ⥋ Ylium                  | Hôtel de ville ⥋ Ylium                  | Hôtel de ville ⥋ Ylium                  | Hôtel de ville ⥋ Ylium                   | Hôtel de ville ⥋ Ylium                  | Hôtel de ville ⥋ Ylium                  |
| 10    | Ouverture / Fermeture — / — | Longueur 8,1 km                         | Durée 26 à 28 min                       | Nb. d’arrêts 17                         | Matériel —                              | Jours de fonctionnement L, Ma, Me, J, V | Jour / Soir / Nuit / Fêtes O / N / N / N | Voy. / an —                             | Exploitant CTO                          |
| 10    | Desserte : - Ville et lieux desservis : Les Sables-d'Olonne (en particulier lycée Savary de Mauléon), Olonne-sur-Mer |                                         |                                         |                                         |                                         |                                         |                                          |                                         |                                         |
| 10    | Autre : - Date de dernière mise à jour : 22 décembre 2023. |                                         |                                         |                                         |                                         |                                         |                                          |                                         |                                         |
| 10    | Dernière actualisation : — |                                         |                                         |                                         |                                         |                                         |                                          |                                         |                                         |
| 12    | L’Île d’Olonne ⥋ Hôtel de Ville | L’Île d’Olonne ⥋ Hôtel de Ville         | L’Île d’Olonne ⥋ Hôtel de Ville         | L’Île d’Olonne ⥋ Hôtel de Ville         | L’Île d’Olonne ⥋ Hôtel de Ville         | L’Île d’Olonne ⥋ Hôtel de Ville         | L’Île d’Olonne ⥋ Hôtel de Ville          | L’Île d’Olonne ⥋ Hôtel de Ville         | L’Île d’Olonne ⥋ Hôtel de Ville         |
| 12    | Ouverture / Fermeture 01/09/2019 / — | Longueur 14 km                          | Durée —                                 | Nb. d’arrêts variant                    | Matériel NC                             | Jours de fonctionnement L, Ma, Me, J, V | Jour / Soir / Nuit / Fêtes O / N / N / N | Voy. / an NC                            | Exploitant CTO                          |
| 12    | Desserte : L'Île-d'Olonne, établissements scolaires - Villes et quelques lieux desservis : Non connu à ce jour |                                         |                                         |                                         |                                         |                                         |                                          |                                         |                                         |
| 12    | Autre : - Date de dernière mise à jour : 22 décembre 2023. |                                         |                                         |                                         |                                         |                                         |                                          |                                         |                                         |
| 12    | Dernière actualisation : — |                                         |                                         |                                         |                                         |                                         |                                          |                                         |                                         |
| 13    | Vairé ⥋ Hôtel de Ville | Vairé ⥋ Hôtel de Ville                  | Vairé ⥋ Hôtel de Ville                  | Vairé ⥋ Hôtel de Ville                  | Vairé ⥋ Hôtel de Ville                  | Vairé ⥋ Hôtel de Ville                  | Vairé ⥋ Hôtel de Ville                   | Vairé ⥋ Hôtel de Ville                  | Vairé ⥋ Hôtel de Ville                  |
| 13    | Ouverture / Fermeture 01/09/2019 / — | Longueur 15,8 km                        | Durée —                                 | Nb. d’arrêts variant                    | Matériel NC                             | Jours de fonctionnement L, Ma, Me, J, V | Jour / Soir / Nuit / Fêtes O / N / N / N | Voy. / an NC                            | Exploitant CTO                          |
| 13    | Desserte : L'Île-d'Olonne, établissements scolaires - Villes et quelques lieux desservis : Non connu à ce jour |                                         |                                         |                                         |                                         |                                         |                                          |                                         |                                         |
| 13    | Autre : - Date de dernière mise à jour : 22 décembre 2023. |                                         |                                         |                                         |                                         |                                         |                                          |                                         |                                         |
| 13    | Dernière actualisation : — |                                         |                                         |                                         |                                         |                                         |                                          |                                         |                                         |
| 14    | Saint-Mathurin ⥋ Hôtel de Ville | Saint-Mathurin ⥋ Hôtel de Ville         | Saint-Mathurin ⥋ Hôtel de Ville         | Saint-Mathurin ⥋ Hôtel de Ville         | Saint-Mathurin ⥋ Hôtel de Ville         | Saint-Mathurin ⥋ Hôtel de Ville         | Saint-Mathurin ⥋ Hôtel de Ville          | Saint-Mathurin ⥋ Hôtel de Ville         | Saint-Mathurin ⥋ Hôtel de Ville         |
| 14    | Ouverture / Fermeture 01/09/2019 / — | Longueur 14,8 km                        | Durée —                                 | Nb. d’arrêts variant                    | Matériel NC                             | Jours de fonctionnement L, Ma, Me, J, V | Jour / Soir / Nuit / Fêtes O / N / N / N | Voy. / an NC                            | Exploitant CTO                          |
| 14    | Desserte : NC - Villes et quelques lieux desservis : Saint-Mathurin, établissements scolaires |                                         |                                         |                                         |                                         |                                         |                                          |                                         |                                         |
| 14    | Autre : - Date de dernière mise à jour : 22 décembre 2023. |                                         |                                         |                                         |                                         |                                         |                                          |                                         |                                         |
| 14    | Dernière actualisation : — |                                         |                                         |                                         |                                         |                                         |                                          |                                         |                                         |
| 15    | Sainte-Foy ⥋ Hôtel de Ville | Sainte-Foy ⥋ Hôtel de Ville             | Sainte-Foy ⥋ Hôtel de Ville             | Sainte-Foy ⥋ Hôtel de Ville             | Sainte-Foy ⥋ Hôtel de Ville             | Sainte-Foy ⥋ Hôtel de Ville             | Sainte-Foy ⥋ Hôtel de Ville              | Sainte-Foy ⥋ Hôtel de Ville             | Sainte-Foy ⥋ Hôtel de Ville             |
| 15    | Ouverture / Fermeture 01/09/2019 / — | Longueur 20,7 km                        | Durée —                                 | Nb. d’arrêts variant                    | Matériel NC                             | Jours de fonctionnement L, Ma, Me, J, V | Jour / Soir / Nuit / Fêtes O / N / N / N | Voy. / an NC                            | Exploitant CTO                          |
| 15    | Desserte : NC - Villes et quelques lieux desservis : Sainte-Foy, établissements scolaires |                                         |                                         |                                         |                                         |                                         |                                          |                                         |                                         |
| 15    | Autre : - Date de dernière mise à jour : 22 décembre 2023. |                                         |                                         |                                         |                                         |                                         |                                          |                                         |                                         |
| 15    | Dernière actualisation : — |                                         |                                         |                                         |                                         |                                         |                                          |                                         |                                         |

### Lignes périurbaines
Depuis le 10 juillet 2017, 3 lignes régulières périurbaines sont en fonctionnement pour desservir les 4 communes rétro-littorales de la communauté d'agglomération des Sables-d'Olonne : Vairé, L'Île-d'Olonne, Sainte-Foy et Saint-Mathurin. Ces lignes fonctionnent à raison de 2 allers/retours par jour, sauf dimanches et jours fériés.
| Ligne | Caractéristiques | Caractéristiques                | Caractéristiques                | Caractéristiques                | Caractéristiques                | Caractéristiques                           | Caractéristiques                         | Caractéristiques                | Caractéristiques                |
| 16    | Vairé ⥋ Havre d'Olonne | Vairé ⥋ Havre d'Olonne          | Vairé ⥋ Havre d'Olonne          | Vairé ⥋ Havre d'Olonne          | Vairé ⥋ Havre d'Olonne          | Vairé ⥋ Havre d'Olonne                     | Vairé ⥋ Havre d'Olonne                   | Vairé ⥋ Havre d'Olonne          | Vairé ⥋ Havre d'Olonne          |
| ----- | --- | ------------------------------- | ------------------------------- | ------------------------------- | ------------------------------- | ------------------------------------------ | ---------------------------------------- | ------------------------------- | ------------------------------- |
| 16    | Ouverture / Fermeture — / — | Longueur 9 km                   | Durée 20 min                    | Nb. d’arrêts 4                  | Matériel —                      | Jours de fonctionnement L, Ma, Me, J, V, S | Jour / Soir / Nuit / Fêtes O / N / N / N | Voy. / an —                     | Exploitant CTO                  |
| 16    | Desserte : - Principaux lieux desservis : Vairé, Havre d'Olonne |                                 |                                 |                                 |                                 |                                            |                                          |                                 |                                 |
| 16    | Autre : - Amplitudes horaires : La ligne fonctionne du lundi au samedi de 10 h 15 à 17 h 47. - Correspondance avec la ligne A à l'arrêt Havre d'Olonne en direction ou depuis le centre-ville des Sables-d'Olonne. - Date de dernière mise à jour : 22 décembre 2023. |                                 |                                 |                                 |                                 |                                            |                                          |                                 |                                 |
| 16    | Dernière actualisation : — |                                 |                                 |                                 |                                 |                                            |                                          |                                 |                                 |
| 17    | Saint-Mathurin ⥋ Havre d'Olonne | Saint-Mathurin ⥋ Havre d'Olonne | Saint-Mathurin ⥋ Havre d'Olonne | Saint-Mathurin ⥋ Havre d'Olonne | Saint-Mathurin ⥋ Havre d'Olonne | Saint-Mathurin ⥋ Havre d'Olonne            | Saint-Mathurin ⥋ Havre d'Olonne          | Saint-Mathurin ⥋ Havre d'Olonne | Saint-Mathurin ⥋ Havre d'Olonne |
| 17    | Ouverture / Fermeture — / — | Longueur 8 km                   | Durée 25 min                    | Nb. d’arrêts 4                  | Matériel —                      | Jours de fonctionnement L, Ma, Me, J, V, S | Jour / Soir / Nuit / Fêtes O / N / N / N | Voy. / an —                     | Exploitant CTO                  |
| 17    | Desserte : - Principaux lieux desservis : Saint-Mathurin, Havre d'Olonne |                                 |                                 |                                 |                                 |                                            |                                          |                                 |                                 |
| 17    | Autre : - Amplitudes horaires : La ligne fonctionne du lundi au samedi de 9 h 31 à 18 h 33. - Correspondance avec la ligne A à l'arrêt Havre d'Olonne en direction ou depuis le centre-ville des Sables-d'Olonne. - Date de dernière mise à jour : 22 décembre 2023.  |                                 |                                 |                                 |                                 |                                            |                                          |                                 |                                 |
| 17    | Dernière actualisation : — |                                 |                                 |                                 |                                 |                                            |                                          |                                 |                                 |
| 18    | Sainte-Foy ⥋ Ylium | Sainte-Foy ⥋ Ylium              | Sainte-Foy ⥋ Ylium              | Sainte-Foy ⥋ Ylium              | Sainte-Foy ⥋ Ylium              | Sainte-Foy ⥋ Ylium                         | Sainte-Foy ⥋ Ylium                       | Sainte-Foy ⥋ Ylium              | Sainte-Foy ⥋ Ylium              |
| 18    | Ouverture / Fermeture — / — | Longueur 15,1 km                | Durée 27 min                    | Nb. d’arrêts 8                  | Matériel —                      | Jours de fonctionnement L, Ma, Me, J, V, S | Jour / Soir / Nuit / Fêtes O / N / N / N | Voy. / an —                     | Exploitant CTO                  |
| 18    | Desserte : - Principaux lieux desservis : Sainte-Foy, Ylium |                                 |                                 |                                 |                                 |                                            |                                          |                                 |                                 |
| 18    | Autre : - Amplitudes horaires : La ligne fonctionne du lundi au samedi de 9 h 0 à 19 h 21. - Correspondance avec la ligne A à l'arrêt Ylium en direction ou depuis le centre-ville des Sables-d'Olonne. - Date de dernière mise à jour : 22 décembre 2023.            |                                 |                                 |                                 |                                 |                                            |                                          |                                 |                                 |
| 18    | Dernière actualisation : — |                                 |                                 |                                 |                                 |                                            |                                          |                                 |                                 |

### Lignes estivales
En période estivale, le réseau se dote de 6 lignes estivales desservant les plages, les campings ainsi que le centre-ville des Sables-d'Olonne.
| Ligne | Caractéristiques | Caractéristiques                                                                                  | Caractéristiques                                                                                  | Caractéristiques                                                                                  | Caractéristiques                                                                                  | Caractéristiques                                                                                  | Caractéristiques                                                                                  | Caractéristiques                                                                                  | Caractéristiques                                                                                  |
| M1    | Marinette Centre-Ville / Plage | Marinette Centre-Ville / Plage                                                                    | Marinette Centre-Ville / Plage                                                                    | Marinette Centre-Ville / Plage                                                                    | Marinette Centre-Ville / Plage                                                                    | Marinette Centre-Ville / Plage                                                                    | Marinette Centre-Ville / Plage                                                                    | Marinette Centre-Ville / Plage                                                                    | Marinette Centre-Ville / Plage                                                                    |
| M1    | Parking Sablière ⥋ Hôtel de ville | Parking Sablière ⥋ Hôtel de ville                                                                 | Parking Sablière ⥋ Hôtel de ville                                                                 | Parking Sablière ⥋ Hôtel de ville                                                                 | Parking Sablière ⥋ Hôtel de ville                                                                 | Parking Sablière ⥋ Hôtel de ville                                                                 | Parking Sablière ⥋ Hôtel de ville                                                                 | Parking Sablière ⥋ Hôtel de ville                                                                 | Parking Sablière ⥋ Hôtel de ville                                                                 |
| ----- | --- | ------------------------------------------------------------------------------------------------- | ------------------------------------------------------------------------------------------------- | ------------------------------------------------------------------------------------------------- | ------------------------------------------------------------------------------------------------- | ------------------------------------------------------------------------------------------------- | ------------------------------------------------------------------------------------------------- | ------------------------------------------------------------------------------------------------- | ------------------------------------------------------------------------------------------------- |
| M1    | Ouverture / Fermeture 08/07/2019 / — | Longueur —                                                                                        | Durée 12 à 16 min                                                                                 | Nb. d’arrêts 11                                                                                   | Matériel —                                                                                        | Jours de fonctionnement L, Ma, Me, J, V, S, D                                                     | Jour / Soir / Nuit / Fêtes O / O / N / O                                                          | Voy. / an —                                                                                       | Exploitant CTO                                                                                    |
| M1    | Desserte : - Ville et lieux desservis : Les Sables-d'Olonne (La Grande Plage), Parking relais de la Sablière |                                                                                                   |                                                                                                   |                                                                                                   |                                                                                                   |                                                                                                   |                                                                                                   |                                                                                                   |                                                                                                   |
| M1    | Autre : - Amplitudes horaires : La ligne fonctionne du lundi au dimanche et jours fériés de 8 h 30 à 0 h 5 (pendant les grandes vacances ; en avril, mai, juin, septembre et octobre, la navette circule pendant les vacances et le week-end entre 9h et 22h) - Fréquence : un bus toutes les 10 minutes. - Navette gratuite. - Date de dernière mise à jour : 22 décembre 2023. |                                                                                                   |                                                                                                   |                                                                                                   |                                                                                                   |                                                                                                   |                                                                                                   |                                                                                                   |                                                                                                   |
| M1    | Dernière actualisation : — |                                                                                                   |                                                                                                   |                                                                                                   |                                                                                                   |                                                                                                   |                                                                                                   |                                                                                                   |                                                                                                   |
| M2    | Marinette La Chaume | Marinette La Chaume                                                                               | Marinette La Chaume                                                                               | Marinette La Chaume                                                                               | Marinette La Chaume                                                                               | Marinette La Chaume                                                                               | Marinette La Chaume                                                                               | Marinette La Chaume                                                                               | Marinette La Chaume                                                                               |
| M2    | Parking Sablière ⥋ Hôtel de ville |                                                                                                   |                                                                                                   |                                                                                                   |                                                                                                   |                                                                                                   |                                                                                                   |                                                                                                   |                                                                                                   |
| M2    | Ouverture / Fermeture 2023 / — | Longueur —                                                                                        | Durée 12 min                                                                                      | Nb. d’arrêts 14                                                                                   | Matériel —                                                                                        | Jours de fonctionnement L, Ma, Me, J, V, S, D                                                     | Jour / Soir / Nuit / Fêtes O / O / N / O                                                          | Voy. / an —                                                                                       | Exploitant CTO                                                                                    |
| M2    | Desserte : - Ville et lieux desservis : Les Sables-d'Olonne (La Grande Plage), Parking relais de la Sablière |                                                                                                   |                                                                                                   |                                                                                                   |                                                                                                   |                                                                                                   |                                                                                                   |                                                                                                   |                                                                                                   |
| M2    | Autre : - Amplitudes horaires : La ligne fonctionne du lundi au dimanche et jours fériés de 8 h 30 à 0 h 8 (pendant les grandes vacances ; en avril, mai, juin, septembre et octobre, la navette circule pendant les vacances et le week-end entre 9h et 22h) - Fréquence : un bus toutes les 10 minutes. - Navette gratuite. - Date de dernière mise à jour : 22 décembre 2023. |                                                                                                   |                                                                                                   |                                                                                                   |                                                                                                   |                                                                                                   |                                                                                                   |                                                                                                   |                                                                                                   |
| M2    | Dernière actualisation : — |                                                                                                   |                                                                                                   |                                                                                                   |                                                                                                   |                                                                                                   |                                                                                                   |                                                                                                   |                                                                                                   |
| S2    | Hôtel de Ville ⥋ Hôtel de Ville via Campings du Château-d'Olonne (sens anti-horaire) et aérodrome | Hôtel de Ville ⥋ Hôtel de Ville via Campings du Château-d'Olonne (sens anti-horaire) et aérodrome | Hôtel de Ville ⥋ Hôtel de Ville via Campings du Château-d'Olonne (sens anti-horaire) et aérodrome | Hôtel de Ville ⥋ Hôtel de Ville via Campings du Château-d'Olonne (sens anti-horaire) et aérodrome | Hôtel de Ville ⥋ Hôtel de Ville via Campings du Château-d'Olonne (sens anti-horaire) et aérodrome | Hôtel de Ville ⥋ Hôtel de Ville via Campings du Château-d'Olonne (sens anti-horaire) et aérodrome | Hôtel de Ville ⥋ Hôtel de Ville via Campings du Château-d'Olonne (sens anti-horaire) et aérodrome | Hôtel de Ville ⥋ Hôtel de Ville via Campings du Château-d'Olonne (sens anti-horaire) et aérodrome | Hôtel de Ville ⥋ Hôtel de Ville via Campings du Château-d'Olonne (sens anti-horaire) et aérodrome |
| S2    | Ouverture / Fermeture 08/07/2019 / — | Longueur —                                                                                        | Durée 49 min                                                                                      | Nb. d’arrêts 36                                                                                   | Matériel Ottokar Vectio 250 LE                                                                    | Jours de fonctionnement L, Ma, Me, J, V, S, D                                                     | Jour / Soir / Nuit / Fêtes O / N / N / O                                                          | Voy. / an —                                                                                       | Exploitant CTO                                                                                    |
| S2    | Desserte : - Ville et lieux desservis : Les Sables-d'Olonne, Château-d'Olonne (plage de Tanchet), Campings du Château-d'Olonne |                                                                                                   |                                                                                                   |                                                                                                   |                                                                                                   |                                                                                                   |                                                                                                   |                                                                                                   |                                                                                                   |
| S2    | Autre : - Amplitudes horaires : La ligne fonctionne du lundi au dimanche et jours fériés de 9 h 50 à 20 h 18. - Fréquence : un bus toutes les heures. - Date de dernière mise à jour : 22 décembre 2023. |                                                                                                   |                                                                                                   |                                                                                                   |                                                                                                   |                                                                                                   |                                                                                                   |                                                                                                   |                                                                                                   |
| S2    | Dernière actualisation : — |                                                                                                   |                                                                                                   |                                                                                                   |                                                                                                   |                                                                                                   |                                                                                                   |                                                                                                   |                                                                                                   |
| S3    | Pierre Levée ⥋ Plage de Sauveterre | Pierre Levée ⥋ Plage de Sauveterre                                                                | Pierre Levée ⥋ Plage de Sauveterre                                                                | Pierre Levée ⥋ Plage de Sauveterre                                                                | Pierre Levée ⥋ Plage de Sauveterre                                                                | Pierre Levée ⥋ Plage de Sauveterre                                                                | Pierre Levée ⥋ Plage de Sauveterre                                                                | Pierre Levée ⥋ Plage de Sauveterre                                                                | Pierre Levée ⥋ Plage de Sauveterre                                                                |
| S3    | Ouverture / Fermeture 08/07/2019 / — | Longueur —                                                                                        | Durée 30 min                                                                                      | Nb. d’arrêts 14                                                                                   | Matériel Vehixel Cityos                                                                           | Jours de fonctionnement L, Ma, Me, J, V, S, D                                                     | Jour / Soir / Nuit / Fêtes O / N / N / O                                                          | Voy. / an —                                                                                       | Exploitant CTO                                                                                    |
| S3    | Desserte : - Ville et lieux desservis : Campings d'Olonne-sur-Mer, plage de Sauveterre |                                                                                                   |                                                                                                   |                                                                                                   |                                                                                                   |                                                                                                   |                                                                                                   |                                                                                                   |                                                                                                   |
| S3    | Autre : - Amplitudes horaires : La ligne fonctionne du lundi au dimanche et jours fériés de 9 h 58 à 20 h 0. - Fréquence : une navette toutes les heures le matin et toutes les demi-heures l'après-midi. - Date de dernière mise à jour : 22 décembre 2023. |                                                                                                   |                                                                                                   |                                                                                                   |                                                                                                   |                                                                                                   |                                                                                                   |                                                                                                   |                                                                                                   |
| S3    | Dernière actualisation : — |                                                                                                   |                                                                                                   |                                                                                                   |                                                                                                   |                                                                                                   |                                                                                                   |                                                                                                   |                                                                                                   |

## Autres services

### Location de vélos électriques
À partir de septembre 2019, Oléane Mobilités propose aux résidents de l'agglomération la location de vélos électriques pour une durée de 1, 3 ou 6 mois.

### Transport sur Réservation
Oléane Mobilités propose toute l'année un service de transport sur réservation : il suffit de téléphoner la veille avant 17h et d'indiquer son arrêt de départ et de destination. Nuance est faite entre le TSR "scolaires", "actifs" et "normal" (horaires et arrêts).

### Covoiturage
Oléane Mobilités propose de mettre en relation les personnes voulant covoiturer, via le site ouestgo.fr

## Sources
1. ↑  « Oléane Mobilités - Qui sommes nous ? », sur oleane-mobilites.fr (consulté le 8 juillet 2019)
2. ↑  « Réseau Oléane- Lineoz.net » (consulté le 8 juillet 2019)
3. ↑  « LSOAgglo - Oléane » (consulté le 8 juillet 2019)
4. ↑  « Ouest France- Oléane trace sa route », 2 décembre 2016 (consulté le 8 juillet 2019)
5. ↑  « Oléane : nouvelle billettique », sur lsoagglo.fr, 1er juin 2018 (consulté le 8 juillet 2019)
6. ↑  « Ouest France - Oléane rénove son offre », sur ouest-france.fr, Ouest France, 26 juin 2019 (consulté le 8 juillet 2019)
7. ↑  « De nouvelles lignes de bus vers L'Île-d'Olonne, Saint-Mathurin, Sainte-Foy et Vairé », actu.fr,‎ 12 juillet 2017 (lire en ligne, consulté le 26 juillet 2018)